# Oleksandr Hranovskyj
Oleksandr Hranovskyj (ukrajinsky Олександр Грановський, * 11. března 1976, Oděsa), v českých médiích též Aleksander Granovsky, je ukrajinský fotbalista. Hraje na postu obránce. Hrál za ukrajinskou fotbalovou reprezentaci a ruský FK Spartak Moskva . Jeho jediným působištěm v Česku byla SK Slavia Praha, se kterou podepsal smlouvu na sezonu 2005/06. V Gambrinus lize ale neodehrál žádný zápas a ze Slavie tak odešel.